# 1re série 1936/37
Die Saison 1936/37 war die 21. Spielzeit der 1re série, der höchsten französischen Eishockeyspielklasse. Das Finale konnte aus Termin- und Wettergründen nicht ausgetragen werden. Der Meistertitel wurde somit nicht vergeben.

## Meisterschaft

### Qualifikationsgruppe Paris
|    | Klub              | Sp | S | U | N | T  | GT | Punkte |
| -- | ----------------- | -- | - | - | - | -- | -- | ------ |
| 1. | Français Volants  | 3  | 3 | 0 | 0 | 13 | 1  | 6      |
| 2. | Rapides de Paris  | 3  | 2 | 0 | 1 | 9  | 6  | 4      |
| 3. | Diables de France | 3  | 0 | 1 | 2 | 6  | 8  | 1      |
| 4. | CSH Paris         | 3  | 0 | 1 | 2 | 2  | 15 | 1      |

Sp = Spiele, S = Siege, U = Unentschieden, N = Niederlagen

### Finale
- Français Volants – Chamonix Hockey Club (nicht ausgetragen)